# Symfoni
En symfoni (av grekiskans symphonia, Συμφωνία) är vanligtvis ett stort upplagt verk för symfoniorkester. Begreppet började användas i denna betydelse på 1700-talet. Fram till 1900-talet bestod symfonin oftast av fyra satser i ordningsföljden snabb sats, långsam sats, menuett eller scherzo och sist en snabb final. Sonatform kallas den form som första satsen av en traditionell symfoni alltid är byggd på. Även andra satsen och finalen kan ha sonatform. Nutida symfonier styrs inte av några formella regler utan kan ha valfritt antal satser, vanligast är en till fyra. Många symfonier saknar namn och heter enbart till exempel "Symfoni nr 2", men på 1900-talet blev det vanligt att ge symfonier beskrivande titlar, något som dock förekom sparsamt även tidigare (bland annat Beethovens "Pastoralsymfoni").
En symfoni med korta satser kallas för sinfonietta, 'liten symfoni'.

## Symfonins utveckling

### Barocken
I barockmusiken användes den italienska beteckningen Sinfonia för ett verk för orkester, ibland med sång. Sinfonia förekom i kyrklig musik men även i opera och baletter som ouvertyr.

### Tidig wienklassicism
Från 1740 utvecklades den tredelade formen (snabb - långsam - snabb) av sinfonian.
Till de mest inflytelserika kompositörerna av sinfonior under denna tid hör italienarna Giovanni Battista Sammartini och Antonio Brioschi, Johann Stamitz och Georg Christoph Wagenseil. 
Under slutet av århundradet infogades en fjärde sats, menuetten, i sinfonian innan sista satsen. Detta brukar tillskrivas Joseph Haydn som således hade skapat symfonin som vi ser den idag.

### Wienklassicism
Wienklassicismens främsta symfonikompositörer är Joseph Haydn (som skrev 104 symfonier), Wolfgang Amadeus Mozart (41 symfonier) och Ludwig van Beethoven (9 symfonier)
Under wienklassicismen ansågs den första satsen, den så kallade huvudsatsen, vara den viktigaste. Den innehöll oftast två teman, ett huvudtema och ett bitema. Andra satsen är långsammare, den tredje oftast en menuett eller senare ett scherzo. Fjärde satsen, finalen, är oftast snabb. Varje symfoni hade även en grundtonart som första och (för det mesta) sista satsen går i. Även tredje satsen brukar vara i grundtonarten medan andra satsen oftast är i någon relaterad tonart, exempelvis en parallelltonart
Beethoven förde denna form till sin extrem och utökade orkestern. Han införde även en kör samt sångsolister i finalen till sin nionde symfoni som bygger på Friedrich Schillers dikt Till glädjen.

### Beethoven
Ludwig van Beethoven var den mest inflytelserika kompositören för den efterföljande romantiken. Beethoven förstärkte orkestern med flera valthorn och gav även dessa melodistämman. Han införde även tromboner, en tredje puka, en kontrafagott och en piccolaflöjt. Samtliga instrument kunde spela såväl melodistämma som bas och ett motiv kunde spelas av flera olika instrument.

### Romantiken
Den romantiska symfonins utveckling kom att följa två olika linjer. Den ena utgick från den klassiska symfonin, vilken vidareutvecklades ifråga om harmonik och instrumentation. Några framstående representanter för denna huvudinriktning är Franz Schubert, Felix Mendelssohn, Robert Schumann, Anton Bruckner, Johannes Brahms, Felix Draeseke, Antonín Dvořák, Gustav Mahler och Jean Sibelius.
Den andra försökte utveckla symfonins form genom att utgå från utommusikaliska element, vanligen litterära texter, och låta dessa få en symfonisk gestaltning. Denna form betecknas programsymfoni. En oftast ensatsig kortare form utgör den symfoniska dikten. Representanter för dessa former är bland andra Hector Berlioz, Pjotr Tjajkovskij, Franz Liszt och Richard Strauss.

### Modern musik
Under 1900-talet har ett flertal symfonier komponerats. Den stora variationen gör det dock svårt att tala om en modern symfonistil.